# Shinagawa
Shinagawa (品川区 Shinagawa-ku) er et af Tokyos 23. bydistrikter. På engelsk kalder Shinagawa sig selv for Shinagawa City.
Anno 2008 havde bydistriktet et befolkningstal på 344.461 og en befolkningstæthed på 15.740 personer per km2. Det totale areal var på 22.72 km2.

## Geografi
Shinagawa inkluderer naturlige bakker og lavt landt og desuden inddæmmet land. Bakkerne er øst for Musashino. De inkluderer Shiba Shiroganedai nord for Meguro-floden, Megurodai mellem Meguro-floden og Tachiai-floden, og Ebaradai syd for Tachiai-floden.
Distriktet ligger ud til Tokyo Bugt. Shinagawa grænser op til bydistrikterne: Koutou i øst, Minato i nord, Meguro i vest og Oota i syd.
Bydistriktet kan underinddeles i fem distrikter:
- Shinagawa-distriktet, inklusive den tidligere Shinagawa post-by på Tōkaidō
- Oosaki-distriktet, tidligere en by, som strækker sig fra Oosaki Station til Gotanda og Meguro stationer
- Ebara-distriktet district, tidligere en by med samme navn
- Ōi-distriktet, tidligere en by
- Yashio-distriktet, bestående af inddæmmet land

## Historie
Det meste af Tokyo øst for Tokyos kejserpalads er inddæmmet land. En betydelig del af inddæmningen foregik under Edo-perioden. Efter Meiji-perioden og afskaffelsen af han-systemet blev Shinagawa-præfekturet etableret i 1869. Præfektur-administrationen skulle efter planen lige i nutidens Shinagawa i Ebara-distriktet. I 1871 blev Shinagawa-præfekturet integreret i Tokyo-præfekturet.
Bydistritket er etableret 15. marts 1947, ved sammenlægning af det tidligere Ebara-distrikt med det tidligere Shinagawa-distrikt. Både Ebara-distriktet og Shinagawa-distriktet blev etableret i 1932, med udvidelsen af Tokyo Citys grænser..
I Edo-perioden var Shinagawa den første by rejsede ville passere på Tōkaidō-hovedvejen efter at have forladt Nihonbashi på vej fra Edo til Kyoto. Post-by-funktionen eksisterer den dag i dag, med mange store hoteller og i alt 6.000 hotelværelser er det den tætteste koncentration i Tokyo. Tokugawa-shogunatet vedligeholdte Suzugamori henrettelsesplads i Shinagawa.
Tōkaidō Shinkansen fik stop på Shinagawa Station i 2003.

## Økonomi

### Hovedsæder
Flere virksomheder har hovedsæde i Shinagawa. Isuzu, en køretøjsfabrikant; JTB Corporation, et betydeligt rejsebureau; MOS Burger (i ThinkPark Tower, Oosaki); Lawson (østlige tårn i Gate City Ohsaki i Oosaki), Namco Bandai Holdings; Namco Bandai Games; Banpresto; Rakuten, Hondas luksusmærke Acura;[kilde mangler] NSK Ltd.; Imagica;Marza Animation Planet; og Pola Cosmetics er alle virksomheder der har hovedsæde i Shinagawa.
Japan Airlines (JAL) og dets datterselskabJAL Hotels har hovedsæde i Shinagawa. JAL Express og JALways har kontorer på Tennōzu-øen. Desuden har Jalux hovedsæde i I·S Building. JAL-datterselskabet Japan Asia Airways har også hovedsæde i JAL Building.
GEOS en engelsk sprogskole-virksomhed havde tidligere hovedsæde i Shinagawa. Tidligere havde Air Nippon også hovedsæde i Shinagawa.

### Øvrige kontorer
Andre virksomheder der driver afdelingskontorer eller forskningsfaciliteter i Shinagawa omfatter: Sony driver Gotenyama Technology Center og Osaki East Technology Center i Shinagawa. Sony havde tidligere hovedsæde i Shinagawa. Sony flyttede til Minato i slutningen af 2006 og lukkede Osaki West Technology Center i Shinagawa omkring 2007. Adobe Systems driver sin Japan-afdeling på 19. sal i Gate City Ohsaki nær Oosaki Station, mens Siemens AG har Japan-kontorer i Takanawa Park Tower. Phoenix Technologies driver sit Japan-kontor på 7. sal af Gotanda NN Building i Gotanda. Siemens Japan og Philips har også kontorer i Shinagawa.
Microsoft og ExxonMobil har deres Japan-hovedkvarterer i Konan, Minato, nær Shinagawa.

## Steder
- Institut for lykkeforskning
- National Institute of Japanese Literature
- Suzugamori henrettelsesplads (Edo-perioden)
- TV Tokyo Tennozu Studios

## Uddannelse

### Universiteter
- Hoshi University
- Rissho University
- Seisen University
- Showa University
- Sugino Women's University

## Venskabsbyrelationer
Shinagawa har venskabsbyrelationer med Auckland i New Zealand, Geneve i Schweiz, Portland, Maine i USA.
- Geneve, Schweiz
- Auckland, New Zealand[31]
- Harbin, Kina
- Hayakawa, Japan[kilde mangler]
- Portland, Maine